# ISU Junior Grand Prix w łyżwiarstwie figurowym 2021/2022
ISU Junior Grand Prix w łyżwiarstwie figurowym 2021/2022 – 24. edycja zawodów w łyżwiarstwie figurowym w kategorii juniorów. Zawodnicy podczas tego sezonu wystąpili w siedmiu z ośmiu zaplanowanych zawodach tego cyklu rozgrywek. Rywalizacja rozpoczęła się 18 sierpnia w Courchevel, a zakończyła się zawodami austriackimi 9 października, gdyż odwołano finał cyklu JGP w Osace w dniach 9–12 grudnia 2021 roku.
Pierwotnie drugie zawody cyklu miały odbyć się w kanadyjskim Edmonton. 23 czerwca 2021 roku Skate Canada za  pośrednictwem Międzynarodowej Unii Łyżwiarskiej poinformowało o odwołaniu zawodów. Jako przyczynę podano restrykcje w poszczególnych prowincjach Kanady związane z obowiązkiem odbycia kwarantanny oraz zachowaniem dystansu społecznego. Zawody ostatecznie przeniesiono do francuskiego Courchevel, gdzie zostały rozegrane dwa etapy cyklu Junior Grand Prix od 18 do 21 sierpnia 2021 roku oraz od 25 do 28 sierpnia 2021 roku. Ze względu na brak lodowiska treningowego w Courchevel, konkurencja par sportowych pierwotnie zaplanowana dla drugich zawodów cyklu została rozegrana podczas zawodów w Gdańsku w dniach od 29 września do 2 października 2021 roku.

## Kalendarium zawodów
| Lp. | Data                              | Miejsce     | Zawody                  | Źr. |
| --- | --------------------------------- | ----------- | ----------------------- | --- |
| 1   | 18–21 sierpnia 2021               | Courchevel  | JGP we Francji I        |     |
| 2   | 25–28 sierpnia 2021               | Courchevel  | JGP we Francji II       |     |
| 3   | 1–4 września 2021                 | Koszyce     | JGP na Słowacji         |     |
| 4   | 15–18 września 2021               | Krasnojarsk | JGP w Rosji             |     |
| 5   | 22–25 września 2021               | Lublana     | JGP w Słowenii          |     |
| 6   | 29 września – 2 października 2021 | Gdańsk      | JGP w Polsce            |     |
| 7   | 6–9 października 2021             | Linz        | JGP w Austrii           |     |
| 8   | 9–12 grudnia 2021                 | Osaka       | Finał Junior Grand Prix |     |

## Medaliści

### Soliści
| Zawody    | 1. miejsce                                 | 2. miejsce                                 | 3. miejsce                                 | Źr.                                        |                                            |
| --------- | ------------------------------------------ | ------------------------------------------ | ------------------------------------------ | ------------------------------------------ | ------------------------------------------ |
| Francja   | Ilia Malinin                               | Lucas Broussard                            | François Pitot                             | [ 3 ]                                      |                                            |
| Francja   | Wesley Chiu                                | Arlet Levandi                              | Edward Appleby                             | [ 4 ]                                      |                                            |
| Słowacja  | Kiriłł Sarnowskij                          | Ilja Jabłokow                              | William Annis                              | [ 5 ]                                      |                                            |
| Rosja     | Gleb Łutfullin                             | Jegor Ruchin                               | Wesley Chiu                                | [ 6 ]                                      |                                            |
| Słowenia  | Ilja Jabłokow                              | Arlet Levandi                              | Matthew Nielsen                            | [ 7 ]                                      |                                            |
| Polska    | Gleb Łutfullin                             | Michaił Szajdorow                          | Jegor Ruchin                               | [ 8 ]                                      |                                            |
| Austria   | Ilia Malinin                               | Artiom Kowalow                             | Kiriłł Sarnowskij                          | [ 9 ]                                      |                                            |
| Finał JGP | Zawody odwołano z powodu pandemii COVID-19 | Zawody odwołano z powodu pandemii COVID-19 | Zawody odwołano z powodu pandemii COVID-19 | Zawody odwołano z powodu pandemii COVID-19 | Zawody odwołano z powodu pandemii COVID-19 |

### Solistki
| Zawody    | 1. miejsce                                 | 2. miejsce                                 | 3. miejsce                                 | Źr.                                        |                                            |
| --------- | ------------------------------------------ | ------------------------------------------ | ------------------------------------------ | ------------------------------------------ | ------------------------------------------ |
| Francja   | Lindsay Thorngren                          | Kaiya Ruiter                               | Clare Seo                                  | [ 10 ]                                     |                                            |
| Francja   | Isabeau Levito                             | Kim Chae-yeon                              | Kaiya Ruiter                               | [ 11 ]                                     |                                            |
| Słowacja  | Wieronika Żylina                           | Sofja Murafjewa                            | Adielija Pietrosian                        | [ 12 ]                                     |                                            |
| Rosja     | Sofja Akatjewa                             | Anastasija Zinina                          | Sofja Samodiełkina                         | [ 13 ]                                     |                                            |
| Słowenia  | Adielija Pietrosian                        | Sofja Samodiełkina                         | Lindsay Thorngren                          | [ 14 ]                                     |                                            |
| Polska    | Sofja Akatjewa                             | Jelizawieta Kulikowa                       | Shin Jia                                   | [ 15 ]                                     |                                            |
| Austria   | Sofja Murafjewa                            | Isabeau Levito                             | Anastasija Zinina                          | [ 16 ]                                     |                                            |
| Finał JGP | Zawody odwołano z powodu pandemii COVID-19 | Zawody odwołano z powodu pandemii COVID-19 | Zawody odwołano z powodu pandemii COVID-19 | Zawody odwołano z powodu pandemii COVID-19 | Zawody odwołano z powodu pandemii COVID-19 |

### Pary sportowe
| Zawody    | 1. miejsce                                   | 2. miejsce                                  | 3. miejsce                                  | Źr.                                        |                                            |
| --------- | -------------------------------------------- | ------------------------------------------- | ------------------------------------------- | ------------------------------------------ | ------------------------------------------ |
| Francja   | konkurencji nie rozegrano                    | konkurencji nie rozegrano                   | konkurencji nie rozegrano                   | konkurencji nie rozegrano                  |                                            |
| Francja   | konkurencji nie rozegrano                    | konkurencji nie rozegrano                   | konkurencji nie rozegrano                   | konkurencji nie rozegrano                  |                                            |
| Słowacja  | Anastasija Muchortowa / Dmitrij Jewgienjew   | Karina Safina / Łuka Bieruława              | Polina Kostiukowicz / Aleksiej Briuchanow   | [ 17 ]                                     |                                            |
| Rosja     | Jekatierina Czykmariewa / Matwiej Janczenkow | Natalja Chabibullina / Ilja Kniażuk         | Jekatierina Pietuszkowa / Jewgienij Malikow | [ 18 ]                                     |                                            |
| Słowenia  | konkurencji nie rozegrano                    | konkurencji nie rozegrano                   | konkurencji nie rozegrano                   | konkurencji nie rozegrano                  |                                            |
| Polska    | Jekatierina Czykmariewa / Matwiej Janczenkow | Jekatierina Pietuszkowa / Jewgienij Malikow | Polina Kostiukowicz / Aleksiej Briuchanow   | [ 19 ]                                     |                                            |
| Austria   | Natalja Chabibullina / Ilja Kniażuk          | Anastasija Muchortowa / Dmitrij Jewgienjew  | Karina Safina / Łuka Bieruława              | [ 20 ]                                     |                                            |
| Finał JGP | Zawody odwołano z powodu pandemii COVID-19   | Zawody odwołano z powodu pandemii COVID-19  | Zawody odwołano z powodu pandemii COVID-19  | Zawody odwołano z powodu pandemii COVID-19 | Zawody odwołano z powodu pandemii COVID-19 |

### Pary taneczne
| Zawody    | 1. miejsce                                 | 2. miejsce                                 | 3. miejsce                                 | Źr.                                        |                                            |
| --------- | ------------------------------------------ | ------------------------------------------ | ------------------------------------------ | ------------------------------------------ | ------------------------------------------ |
| Francja   | Katarina Wolfkostin / Jeffrey Chen         | Miku Makita / Tyler Gunara                 | Lim Hannah / Ye Quan                       | [ 21 ]                                     |                                            |
| Francja   | Oona Brown / Gage Brown                    | Isabella Flores / Dimitry Tsarevski        | Solène Mazingue / Marko Gaidajenko         | [ 22 ]                                     |                                            |
| Słowacja  | Natalie D’Alessandro / Bruce Waddell       | Wasilisa Kaganowska / Walerij Angiełopoł   | Sofja Tiutiunina / Aleksandr Szustickij    | [ 23 ]                                     |                                            |
| Rosja     | Irina Chawronina / Dario Cirisano          | Sofja Leontjewa / Daniił Goriełkin         | Angela Ling / Caleb Wein                   | [ 24 ]                                     |                                            |
| Słowenia  | Wasilisa Kaganowska / Walerij Angiełopoł   | Katarina Wolfkostin / Jeffrey Chen         | Natalie D’Alessandro / Bruce Waddell       | [ 25 ]                                     |                                            |
| Polska    | Irina Chawronina / Dario Cirisano          | Isabella Flores / Dimitry Tsarevski        | Angielina Kudriawcewa / Ilja Karankiewicz  | [ 26 ]                                     |                                            |
| Austria   | Sofja Tiutiunina / Aleksandr Szustickij    | Oona Brown / Gage Brown                    | Nadiia Bashynska / Peter Beaumont          | [ 27 ]                                     |                                            |
| Finał JGP | Zawody odwołano z powodu pandemii COVID-19 | Zawody odwołano z powodu pandemii COVID-19 | Zawody odwołano z powodu pandemii COVID-19 | Zawody odwołano z powodu pandemii COVID-19 | Zawody odwołano z powodu pandemii COVID-19 |

## Klasyfikacje punktowe
| Miejsce   | Punkty     |
| --------- | ---------- |
| 1 miejsce | 15 punktów |
| 2 miejsce | 13 punktów |
| 3 miejsce | 11 punktów |
| 4 miejsce | 9 punktów  |
| 5 miejsce | 7 punktów  |
| 6 miejsce | 5 punktów  |
| 7 miejsce | 4 punkty   |
| 8 miejsce | 3 punkty   |

| Poz.                                                  | Zawodnik                                              | Punkty                                                |
| Miejsca 1–6: kwalifikacja do Finału Junior Grand Prix | Miejsca 1–6: kwalifikacja do Finału Junior Grand Prix | Miejsca 1–6: kwalifikacja do Finału Junior Grand Prix |
| ----------------------------------------------------- | ----------------------------------------------------- | ----------------------------------------------------- |
| 1                                                     | Ilia Malinin                                          |                                                       |
| 2                                                     | Ilja Jabłokow                                         |                                                       |
| 3                                                     | Gleb Łutfullin                                        |                                                       |
| 4                                                     | Kiriłł Sarnowskij                                     |                                                       |
| 5                                                     | Wesley Chiu                                           |                                                       |
| 6                                                     | Jegor Ruchin                                          |                                                       |
| Miejsca 7–9: rezerwa do Finału Junior Grand Prix      |                                                       |                                                       |
| 7                                                     | Artiom Kowalow                                        |                                                       |
| 8                                                     | Michaił Szajdorow                                     |                                                       |
| 9                                                     | Arlet Levandi                                         |                                                       |

| Poz.                                                  | Zawodniczka                                           | Punkty                                                |
| Miejsca 1–6: kwalifikacja do Finału Junior Grand Prix | Miejsca 1–6: kwalifikacja do Finału Junior Grand Prix | Miejsca 1–6: kwalifikacja do Finału Junior Grand Prix |
| ----------------------------------------------------- | ----------------------------------------------------- | ----------------------------------------------------- |
| 1                                                     | Sofja Akatjewa                                        |                                                       |
| 2                                                     | Wieronika Żylina                                      |                                                       |
| 3                                                     | Sofja Murawjowa                                       |                                                       |
| 4                                                     | Adielija Pietrosian                                   |                                                       |
| 5                                                     | Isabeau Levito                                        |                                                       |
| 6                                                     | Lindsay Thorngren                                     |                                                       |
| Miejsca 7–9: rezerwa do Finału Junior Grand Prix      |                                                       |                                                       |
| 7                                                     | Anastasija Zinina                                     |                                                       |
| 8                                                     | Sofja Samodiełkina                                    |                                                       |
| 9                                                     | Kim Chae-yeon                                         |                                                       |

| Poz.                                                  | Zawodnicy                                             | Punkty                                                |
| Miejsca 1–6: kwalifikacja do Finału Junior Grand Prix | Miejsca 1–6: kwalifikacja do Finału Junior Grand Prix | Miejsca 1–6: kwalifikacja do Finału Junior Grand Prix |
| ----------------------------------------------------- | ----------------------------------------------------- | ----------------------------------------------------- |
| 1                                                     | Jekatierina Czykmariewa / Matwiej Janczenkow          |                                                       |
| 2                                                     | Natalja Chabibullina / Ilja Kniażuk                   |                                                       |
| 3                                                     | Anastasija Muchortowa / Dmitrij Jewgienjew            |                                                       |
| 4                                                     | Jekatierina Pietuszkowa / Jewgienij Malikow           |                                                       |
| Miejsca 5–7: rezerwa do Finału Junior Grand Prix      |                                                       |                                                       |
| 5                                                     | Karina Safina / Łuka Bieruława                        |                                                       |
| 6                                                     | Polina Kostiukowicz / Aleksiej Briuchanow             |                                                       |
| 7                                                     | Jekatierina Storublewcewa / Artiom Gricajenko         |                                                       |

| Poz.                                                  | Zawodnicy                                             | Punkty                                                |
| Miejsca 1–6: kwalifikacja do Finału Junior Grand Prix | Miejsca 1–6: kwalifikacja do Finału Junior Grand Prix | Miejsca 1–6: kwalifikacja do Finału Junior Grand Prix |
| ----------------------------------------------------- | ----------------------------------------------------- | ----------------------------------------------------- |
| 1                                                     | Irina Chawronina / Dario Cirisano                     |                                                       |
| 2                                                     | Wasilisa Kaganowska / Walerij Angiełopoł              |                                                       |
| 3                                                     | Katarina Wolfkostin / Jeffrey Chen                    |                                                       |
| 4                                                     | Natalie D’Alessandro / Bruce Waddell                  |                                                       |
| 5                                                     | Sofja Tiutiunina / Aleksandr Szustickij               |                                                       |
| 6                                                     | Oona Brown / Gage Brown                               |                                                       |
| Miejsca 7–9: rezerwa do Finału Junior Grand Prix      |                                                       |                                                       |
| 7                                                     | Sofja Leontjewa / Daniił Goriełkin                    |                                                       |
| 8                                                     | Isabella Flores / Dimitry Tsarevski                   |                                                       |
| 9                                                     | Miku Makita / Tyler Gunara                            |                                                       |